# Harpactea rugichelis
Harpactea rugichelis là một loài nhện trong họ Dysderidae.
Loài này thuộc chi Harpactea. Harpactea rugichelis được J. Denis miêu tả năm 1955.